# Kuej-čou Cheng-feng Č’-čcheng
Kuej-čou Cheng-feng Č’-čcheng (čínsky pchin-jinem Guìzhōu Héngfēng Zhìchéng, znaky zjednodušené 贵州恒丰智诚) je čínský profesionální fotbalový klub, který sídlí ve městě Kuej-jang v provincii Kuej-čou. Založen byl v roce 1992 pod názvem Kuej-čou Č’-čcheng. Svůj současný název nese od roku 2016. Klubové barvy jsou červená a bílá. Od sezóny 2017 působí v čínské nejvyšší fotbalové soutěži.
Své domácí zápasy odehrává v Kuej-jangském olympijském sportovním centru s kapacitou 52 888 diváků.
Plný název klubu je Fotbalový klub Kuej-čou Cheng-feng Č’-čcheng (čínsky v českém přepisu Kuej-čou Cheng-feng Č’-čcheng cu-čchiou ťü-le-pu, pchin-jinem Guìzhōu Héngfēng Zhìchéng zúqiú jùlèbù, znaky zjednodušené 贵州恒丰智诚足球俱乐部, tradiční 貴州恆豐智誠足球俱樂部)

## Historické názvy
- 1992 – Kuej-čou Č’-čcheng (Kuej-čou Č’-čcheng cu-čchiou ťü-le-pu)
- 2016 – Kuej-čou Cheng-feng Č'-čcheng (Kuej-čou Cheng-feng Č’-čcheng cu-čchiou ťü-le-pu)

## Umístění v jednotlivých sezonách
Stručný přehled
Zdroj:
- 2008–2010: China League Two South
- 2011: China League One
- 2012: China League Two South
- 2013: China League One
- 2014: China League Two South
- 2015–2016: China League One
- 2017– : Chinese Super League

Jednotlivé ročníky
Zdroj:
Legenda: Z - zápasy, V - výhry, R - remízy, P - porážky, VG - vstřelené góly, OG - obdržené góly, +/- - rozdíl skóre, B - body, červené podbarvení - sestup, zelené podbarvení - postup, fialové podbarvení - reorganizace, změna skupiny či soutěže
| Čínská lidová republika (2008 –) |                        |        |    |    |    |    |    |    |     |    |        |
| Sezóny                           | Liga                   | Úroveň | Z  | V  | R  | P  | VG | OG | +/- | B  | Pozice |
| 2008                             | China League Two South | 3      | 14 | 7  | 5  | 3  | 22 | 17 | +5  | 25 | 8.     |
| 2009                             | China League Two South | 3      | 10 | 3  | 5  | 2  | 9  | 4  | +5  | 14 | 5.     |
| 2010                             | China League Two South | 3      | 16 | 4  | 9  | 3  | 16 | 12 | +4  | 21 | 3.     |
| 2011                             | China League One       | 2      | 26 | 4  | 8  | 14 | 15 | 28 | -13 | 20 | 14.    |
| 2012                             | China League Two South | 3      | 24 | 16 | 6  | 2  | 51 | 16 | +35 | 54 | 1.     |
| 2013                             | China League One       | 2      | 30 | 5  | 11 | 4  | 29 | 45 | -16 | 26 | 16.    |
| 2014                             | China League Two South | 3      | 16 | 11 | 3  | 2  | 35 | 9  | +26 | 36 | 3.     |
| 2015                             | China League One       | 2      | 30 | 8  | 6  | 16 | 39 | 55 | -16 | 30 | 13.    |
| 2016                             | China League One       | 2      | 30 | 18 | 5  | 7  | 48 | 27 | +21 | 59 | 2.     |
| 2017                             | Chinese Super League   | 1      | 30 |    |    |    |    |    |     |    |        |